# 比得哥什死亡谷
比得哥什死亡谷（波蘭語：Dolina Śmierci） 位于波兰北部城市比得哥什的福顿区，是第二次世界大战初期纳粹德国实施大规模屠杀的地点，同时也是一处埋葬被纳粹德国杀害的波兰人和犹太人的乱葬岗。1939年10月到11月期间，比得哥什当地的自卫队和盖世太保杀害了1,200-1,400名波兰人和犹太人，并将被害者埋在这里。该屠杀行动是纳粹的波美拉尼亚知识分子行动的一部分，旨在消灭但泽－西普鲁士帝国大区（其中包括前波美拉尼亚省的波兰走廊）的波兰知识分子。死亡谷的屠杀行动属于在整个德占波兰发生的更大规模的种族灭绝行动的一部分——即代号为“坦能堡行动”的纳粹屠杀行动。 

## 历史

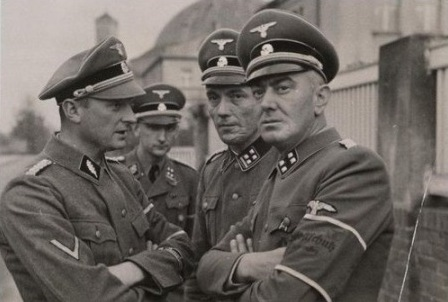
比得哥什的德国刽子手——新成立的自卫队营的指挥官。左起：党卫队旗队长鲁道夫·冯·阿尔冯施列本 ，普乌托沃自卫队总督察。党卫队一级突击队大队长埃里希·施帕尔曼（Erich Sparmann），比得哥什自卫队总督察（至1939年11月）。 党卫队一级突击队大队长汉斯·科尔佐夫（Hans Kölzow），伊诺弗罗茨瓦夫自卫队总督察。 党卫队二级突击队大队长克里斯蒂安·施努格（Christian Schnug），1939年12月时任比得哥什的自卫队总督察。

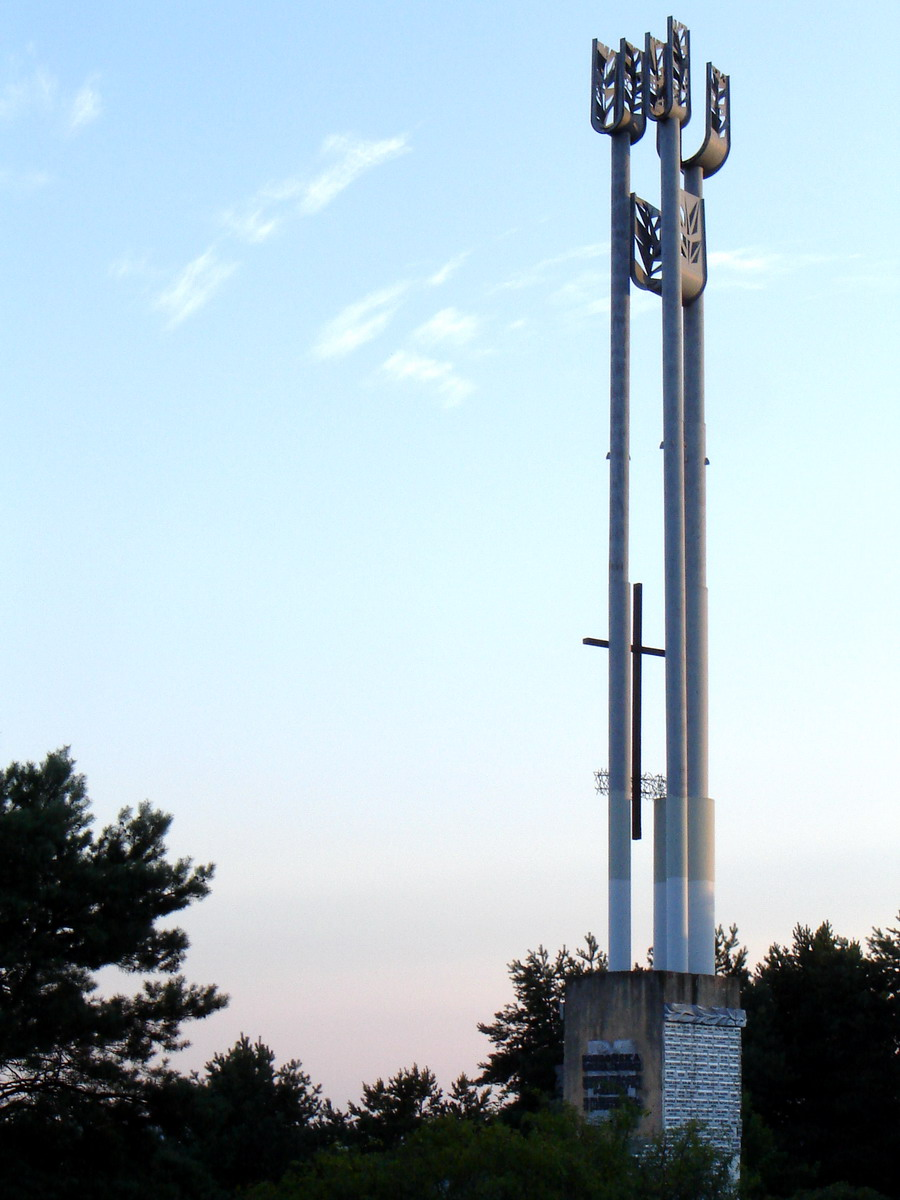
死亡谷的受害者纪念碑

死亡谷大屠杀的受害者主要是波兰知識階層，包括教师、牧师与办公室职员等。受害者早在战前就已被納粹德國官员列在专门编写的待处决人员名单上（即《特别检察手册——波兰》），或是在战争期间被盖世太保列在另一份处决名单上。 
屠杀的实施者主要来自新成立的自卫队营——德意志裔自卫队，该部队为由战前波兰的德意志裔平民枪手组成的准军事部队。由党卫队二级突击队大队长鲁道夫·特罗格博士领导的党卫队别动队第16别动小队也参与了此次屠杀。1939年9月至1940年4月期间，自卫队与其他纳粹德国部队一起在波美拉尼亚谋杀了数万名波兰人。 
已确立的调查指出鲁道夫·冯·阿尔冯施列本和雅各布·罗尔根（Jakub Löllgen）是死亡谷屠杀事件的主要组织者。其他参与屠杀的德国人还包括： 党卫队二级突击队大队长埃里希·施帕尔曼（Erich Sparmann）、二级突击队大队长克里斯蒂安·施努格（Christian Schnug）、二级突击队大队长鲁道夫·特罗格博士及许多德意志裔人，包括福顿的纳粹市长奥托·埃利希曼（Otto Erlichmann）。 
比得哥什地区还有其他的纳粹德国大规模屠杀场地，包括特里什青村和波卢夫诺村。 

## 注解
1. ↑  Encyklopedia PWN, Intelligenzaktion. September–November 1939. （页面存档备份，存于） （波兰語）
2. ↑  Piąta kolumna (Jungdeutsche Partei, Deutsche Vereinigung, Deutscher Volksbund, Deutscher Volksverbarid). Kampania Wrześniowa 1939.pl (2006). Retrieved 2 November 2015.
3. ↑  Saul Friedländer, Das dritte Reich und die Juden, C.H. Beck, Munich 2006, ISBN 3-406-54966-7.
4. ↑  Jochen Böhler, Klaus-Michael Mallmann, Jürgen Matthäus: Einsatzgruppen in Polen Warsaw: Bellona, 2009. ISBN 9788311115880, pp. 44-45.